# Autorotació

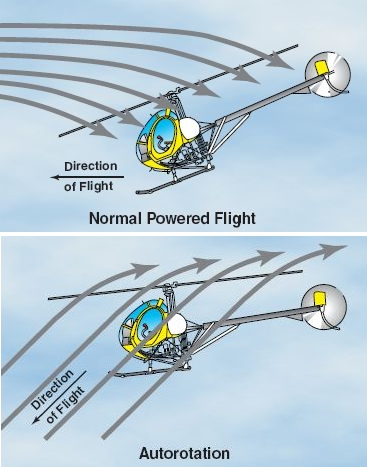
Flux d'aire a través d'un rotor

L'autorotació és l'estat de vol que té lloc quan el rotor principal d'un
helicòpter està mogut per l'aire que va de baix a dalt, i no per cap motor de l'aparell.
Durant el vol normal, els rotors d'un helicòpter són moguts pel motor (o motors), per aconseguir sustentació. En cas d'una autorotació, l'helicòpter baixa molt ràpidament sense motors, durant el descens l'aire que passa pel rotor principal de l'helicòpter el fa girar.
Això significa que en cas d'emergència, si els motors fallen, un helicòpter pot aterrar perfectament sense caure "com una pedra".
L'autorotació més llarga de la història va ser realitzada el 1972 per Jean Boulet, quan a 12440 m, i -63 °C, el motor de l'helicòpter Aérospatiale SA 315B Lama va deixar de funcionar i gràcies a l'autorotació va poder aterrar l'aeronau sense cap mena de dany.

## Descens i aterratge
Per un helicòpter, el terme "Autorotació" es refereix a la maniobra de descens on es desactiva el motor del sistema de rotor principal i aquest és mogut per l'aire durant el descens. La unitat de roda lliure és un mecanisme d'embragatge especial que desactiva cada vegada que el règim del motor és menor que el nombre de revolucions del rotor. Si el motor falla, la unitat de roda lliure desconnecta automàticament el motor del rotor principal i permet al rotor principal que giri lliurement.
El cas més comú per realitzar una autorotació, és la fallada total del motor, però també poden realitzar-se en cas de fallada del rotor de cua, quan aquest deixa de funcionar el pilot ha de parar els motors per evitar l'efecte parell motor, per tant s'ha de realitzar una autorotació.
En casos extrems, es poden realitzar autorotacions per perdre alçada en poc temps si aquesta és considerable.
Quan un motor falla, les pales del rotor estan produint empenyiment cap avall i cap endavant. En baixar immediatament l'angle d'atac (inclinació de les pales) el pilot redueix l'elevació i empenyiment cap endavant, l'helicòpter comença un descens immediat, produint un flux ascendent d'aire a través del rotor. Aquest flux ascendent d'aire a través del rotor fa girar durant tot el descens. Atès que el rotor de cua aquesta mogut per la transmissió del rotor principal, en autorotació el control del rumb es manté com en vol normal.
Per aterrar, s'usa la velocitat de gir que mantenen les pales del rotor durant el descens per frenar la caiguda i aterrar suaument. Això s'aconsegueix gràcies a augmentar el pas col·lectiu o angle d'atac (augmentar la inclinació de les pales).